# Musah Nuhu
Musah Nuhu (* 17. Januar 1997 in Accra, Ghana) ist ein ghanaischer Fußballspieler. Der Innenverteidiger stand zuletzt in der Schweiz beim FC St. Gallen unter Vertrag.

## Karriere

### Verein
Nuhu begann seine Profikarriere bei New Edubiase United in der ghanaischen Premier League. Nach nur einer Saison wechselte er zur West African Football Academy (WAFA), bei welcher in zwei Saisons über 40 Mal eingesetzt wurde. Obschon die WAFA Spieler für die von Red Bull unterstützten Vereine ausbilden soll, wurde Nuhu im Jahr 2018 zunächst an den Schweizer FC St. Gallen verliehen, der ihn daraufhin im Sommer 2019 fest verpflichtete. Knapp einen Monat später verletzte er sich im Juni 2019 am Kreuzband, als er sich mit der Nationalmannschaft auf den Afrika-Cup vorbereitete. Sein Comeback gab er über ein Jahr später in einem Testspiel gegen den FC Aarau. Aufgrund mehrerer schwerer Verletzungen fiel er auch in den folgenden Jahren immer wieder verletzt aus und bestritt so in den vier Spielzeiten bis 2022 insgesamt nur 37 Ligaspiele für den Verein. Die zweite Jahreshälfte 2022 verbrachte Nuhu zwischenzeitlich auf Leihbasis beim finnischen Verein Kuopion PS. Nach seiner Rückkehr nach St. Gallen kam er in keinem weiteren Pflichtspiel der Profimannschaft mehr zum Einsatz und verließ den Verein schließlich im Sommer 2025 nach Ablauf seines Vertrages.

### Nationalmannschaft
Nuhu lief zweimal für die ghanaische U23 auf.